# Свети Јустин Ћелијски
Свети Јустин Ћелијски или Јустин Поповић (световно: Благоје Поповић; Врање, 6. април 1894 — манастир Ћелије, 7. април 1979) новоканонизовани је српски светитељ. Био је архимандрит манастира Ћелије, теолог, стручњак за дело Достојевског, професор Београдског универзитета и духовник. Његов опус обухвата преко 20.000 страна текста.

## Биографија
Благоје Поповић, потоњи отац Јустин, је рођен од оца Спиридона и мајке Анастасије. Породица Поповића се доселила у село Горње Жапско из околине Тетова, касније се спустила у Врање. Била је кроз генерације свештеничка породица, једино је Благојев отац Спиридон био само црквењак. Благоје је био најмлађе дете, а имао је старијег брата Стојадина и сестру Стојну.

У деветоразредној београдској Богословији стекао је пуно пријатеља и са њима се окупљао у разна богословска, молитвена братства. Један од његових пријатеља је био и Милан Ђорђевић, потоњи епископ далматински Иринеј. Као млад богослов, он је поред светоотачких дела читао највише Достојевског. Брат Стојадин, као студент права је изгубио несрећним случајем живот, испавши из воза при једном своме повратку са студија кући. Поповић тада свима отворено говори да жели цео свој живот да посвети Богу да би био што ближи њему и своме брату. Родитељи му се противе тој жељи и на све начине покушавају да спрече своје дете да оде у монахе.
Мобилисан је у „ђачку чету“ при војној болници у Нишу током Првог светског рата, а касније они се заједно са војском и свештенством повлаче преко Албаније. Стигавши у Скадар, молио је митрополита Димитрија за монашки постриг, кога добија, под именом Јустин.
Тадашња власт пребацује једним старим бродом богослове до Барија, а после тога преко Париза, богослови стижу у Лондон где их прихвата јеромонах Николај Велимировић. Из Енглеске где је са групом богослова привремено смештен, благословом митрополита српског Димитрија, Јустин прелази у Духовну академију у Петрограду. Због немира који су надолазили, богослови су 1916. године повучени назад у Енглеску. У Енглеској, Јустин студира теологију на Оксфорду и сам се издржава, а не од стипендија енглеске владе. Своју критику западног света изложио је у својој докторској тези „Религија и философија Достојевског“, која није прихваћена. Без дипломе се враћа у Србију 1919. године. Митрополит Димитрије га убрзо по повратку шаље у Грчку. Постао је стипендиста Светог синода. За време једнога краткога боравка кући, бива промовисан у чин јерођакона. У Грчкој, као и у Русији и Енглеској, упознаје тамошњи свет. На њега је посебно утисак оставила једна старија бака, Гркиња, код које је становао. За њу је рекао да је од ње више научио него на целом Универзитету. Често је као јерођакон саслуживао у грчким храмовима.
У Атини стиче докторат богословља. Свети синод му наједном ускраћује стипендију, пред сам докторат. Морао је 1921. године да се повуче у Србију и постане наставник карловачке богословије. Предавао је Свето писмо Новога завета, Догматику и Патрологију. Ту добија јеромонашки чин. Временом постаје уредник православнога часописа Хришћански живот. Познати су његови чланци „Са уредничког стола“. Понекад му је перо „било оштрије“ и дотицало се и неких тадашњих неправилности у свештенству СПЦ и богословским школама. У карловачкој богословији (у коју је у међувремено био премештен), неко му краде са раднога стола докторску дисертацију о гносеологији Светог Исака Сиријског и Светог Макарија Египатског. Али ипак је за пар дана написао оквирно исту дисертацију „Проблем личности и познања по учењу Св. Макарија Египатског“ и докторира у Атини, 1926. године. Убрзо потом протеран је из Карловачке богословије у Призрен, где је провео око годину дана, тачно онолико времена колико је требало да се часопис Хришћански живот угаси.
У то време на Западу, у Чешкој јавља се покрет који је желео да се врати у Православну веру. Јустин бива изабран за помоћника владици Јосифу Цвијовићу у мисији у Прикарпатској Русији. Убрзо је Свети синод одлучио да га хиротонише као епископа. Он је то одбио уз образложење да је недостојан тог чина. После тога ниједном није биран или предлаган за епископа. Затим је постављен за професора Битољске богословије. На богословији је био у сталном контакту са владиком Николајем и светим Јованом Шангајским са којима је постао доживотни пријатељ. Заједно са архијерејима СПЦ борио се против увођења Конкордата у Србију 1936. године. Често је помагао и писао похвално о богомољачком покрету који је водио свети владика Николај и био сатрудник на мисионарском пољу са избеглим православним Русима, испред црвене револуције.
Од 1934. године је професор Богословског факултета Универзитета у Београду. Године 1938. заједно са Браниславом Петронијевићем основао је Српско философско друштво у Београду. Бавио се превођењем богословско-аскетске и светоотачке литературе.
По избијању Другог светског рата, отац Јустин борави по многим манастирима. Највише времена је проводио у овчарско-кабларским манастирима, у којима је и ухапшен после рата од стране комунистичких власти. После притвора, преместио се у манастир Ћелије код Ваљева.
У Ћелије је дошао 1948. године по благослову владике шабачко-ваљевског Симеона и мати игуманије Саре, која је дошла са неколико својих сестара из манастира Љубостиње у Ћелије, неколико година раније.
У своме животу у Ћелијама стално је био прогањан, саслушаван, привођен од комунистичких власти. Мало је било оних који би стајали у његову одбрану. У његову одбрану су стајале ћелијске сестре са мати игуманијом Гликеријом на челу, лелићки парох прота Живко Тодоровић, авини ученици и поштоваоци.
Отац Јустин, упокојио се на дан после свог рођендана — на празник Благовести 7. априла (25. марта) 1979. године.
Дана 2. маја 2010. године, одлуком Светог архијерејског сабора СПЦ Јустин Поповић канонизован је у ред светитеља СПЦ као Преподобни Јустин Ћелијски са Симеоном Дајбапским у Храму Светог Саве на Врачару. Његове мошти су пренете у цркву манастира Ћелије 14. јуна 2014. године.
Сматрао је да смо заборавни као да нас је пркосни бог заборава створио по својој слици и прилици; занети собом, свакодневним сујетама и таштинама, и као појединци и као народ склони да заборављамо достојне људе свог народа.
Патријарх српски господин Порфирије сматра да је Свети Јустин Ћелијски, уз Светог Николаја Охридског и Жичког и епископа Атанасија, најзначајни српски теолог у свету.
Септембра 2024. на Повлену му је подигнут дрвени споменик.

## Књижевно-богословски рад
Убрзо после Првог светског рата јавио се књигом Филозофија и религија Ф. М. Достојевског (1923). По оцени неких ово дело Јустиново је једна од првокласних и најбољих студија уопште о генијалном руском писцу.
Јустин Поповић, који је у међувремену постао професор догматике на Теолошком факултету, своју тему о Достојевском је унеколико проширио у новој књизи под насловом Достојевски о Европи и Словенству (1940). Религиозна мисао руског писца послужила је Јустину Поповићу да реинтерпретира религиозну филозофију православља. Постављајући у новим условима, пред Други светски рат, питање односа Европе и словенства, којом су се бавили још словенофили, блиски Достојевском, Јустин Поповић је посредно отварао и српско питање. Било је то пред сам почетак Другог светског рата.
Приредио је 12 томова Житија светих, за сваки месец у години по једна књига. Сваки том има по неколико стотина страна и представља синтезу много разних извора систематично сакупљених и приређених. Осим ових житија, сабрана дела Јустина Поповића имају 33 тома. Говорио је течно четири страна језика: грчки, руски, немачки и енглески и бавио се превођењем са више језика.

## Духовник манастира Ћелије
По казивању неких ћелијских сестара, у Ћелије је дошао 28. маја 1948. године. Прогнан са Богословског факултета, овде се налазио у некој врсти заточеништва. Ћелије тада постају место ходочашћа за многе који су желели да га виде и добију духовне поуке и савете. То је описао Душан Васиљевић у своме „Сећању на оца Јустина“.
Међу најзначајније његове ученике убрајају се: митрополит црногорско-приморски Амфилохије Радовић, умировљени епископ захумско-херцеговачки и приморски Атанасије Јевтић, умировљени епископ рашко-призренски Артемије Радосављевић и епископ бачки Иринеј Буловић. На Богословском факултету предавао је и патријарху Павлу Догматику. Патријарх српски Павле био је велики противник брзих канонизација. Противио се свакој брзоплетости, посебно када је реч о будућим светитељима. Павле је годинама одлагао додељивање ореола Николају Велимировићу и Јустину Поповићу, иако их је веома ценио и уважавао.
Преко тридесет година је провео у Ћелијама, учинивши их једним од најпознатијих српских манастира. Његов гроб, који се налази у непосредној близини манастирске цркве, и данас привлачи посетиоце и поштоваоце. На овом гробу су се, према предањима, дешавала чудеса и исцељења. Постоји и икона на којој је представљен као преподобни Јустин Ћелијски и држи у руци књигу Житија светих.
У Ваљеву постоји Духовна библиотека „Отац Јустин“.
Био је жестоки противник западне културе, уједињене Европе, индивидуализма, демократије, либерализма, људских права, антифашистичке традиције као и екуменизма у православљу називајући га једним именом „свејерес“. Своје мишљење о томе изнео је у књизи Православна црква и екуменизам.
У црквеној литератури се цитирају речи Јустина Поповића који светог владику Николаја Велимировића сматра „тринаестим апостолом“, „светим српским јеванђелистом“ и „највећим Србином после светог Саве“. Блаженопочивши епископи Артемије Радосављевић и Амфилохије Радовић били су ученици Јустина Поповића, његова „духовна деца“. Настављачи и поштоваоци Јустиновог учења су и владике Пахомије, Јован и Лаврентије. Отац Јустин Поповић је, поред владике Николаја Велимировића, у своје време био најистакнутији духовник српске цркве. Уз Димитрија Љотића, чију рехабилитацију захтева удружење Наши из Аранђеловца, Јустин и Николај су симболи идеологије светосавског национализма – један народ, једна религија, једна држава – бог на небу, краљ у држави, домаћин у породици, чији су данашњи експоненти отачаствени покрет Образ, Српски сабор Двери и друге парацрквене организације као и одређен број владика у СПЦ.
Други главни идеолог Светосавског национализма и Светосавља, после светог владике Николаја Велимировића, Свети Јустин Ћелијски у својим беседама је исказивао јаке антифашистичке ставове, како пре тако и након завршетка Другог светског рата. Најбољи пример је његова беседа "О борби светосавског покрета некад и сад" за време Конкордатске кризе:
| „ | Само вођени и предвођени светим Савом, Срби су и недавно однели победу над конкордатском немани. Победивши ову неман, Срби су победили главног непријатеља своје душе: црну интернационалу. Победивши пак црну интернационалу, они су показали да имају духовне светосавске силе да могу победити и друге две интернационале: црвену – комунистичку, и жуту – капиталистичко-фашистичку. Јер, не треба се варати: папизам је отац и фашизма и комунизма и свих организација и покрета који хоће да уреде и усреће човечанство путем насилних или механичких средстава. Фашизам је идолатрија народа; комунизам је идолатрија класе. И један и други хоће да уреде и усреће човечанство мачем и огњем; и један и други изједначују грех са грешником, и због греха убијају човека. А знате ли ко их је томе научио? – Њихов рођени отац: папизам. Јер је средњевековни папизам то први пронашао и први остварио кроз „свету“ инквизицију : грешници су убијани због греха, јеретици су спаљивани због јереси, и све то – ad majorem Dei gloriam. Са једним циљем: да се изгради свесветска папска монархија. Но треба бити правичан : папизам је гори и од фашизма и од комунизма, јер док фашизам уништава своје противнике у име народа, а комунизам у име класе, дотле папизам уништава своје противнике у име кроткога и благога Господа Исуса. | ” |

У беседи на Цвети 1965. године у манастиру Ћелије, Ава Јустин Ћелијски је Адолфа Хитлера и Наполеона Бонапарту сврстао међу највеће злочинце, освајаче и масовне убице у људској историји, и нагласио како су ништавни у односу на Исуса Христа:
| „ | Никада ниједан град на овоме земаљском свету није срео таквог Победника каквог је данас срео и дочекао град Јерусалим. Победник смрти! Ето јединственог Победника у свима световима, у свима људским световима. Шта су победници на ратним бојиштима, шта су разни Темерлани, Џингискани, Хитлери, Наполеони? Све прах и пепео, све беспомоћни комарац, све беспомоћна стеница. Хвале их као великане, а иза њих велики злочини, безброј лешева. | ” |

У празничној беседи на Ваведење Свете Дјеве Марије 1966. године у манастиру Ћелије, Свети Јустин је Адолфа Хитлера сврстао међу највеће непријатеље православне цркве и православља:
| „ | Рођен од Пресвете Богородице Господ је основао Цркву да се у њој спасавају људи од свакога зла, од свакога греха, од сваке смрти, од свакога ђавола. И она стоји непоколебљива, она необорива, Црква Света неразрушива; неразрушива ни од каквих Диоклецијана, Тамерлана, Хитлера, Нерона и свих ондашњих и данашњих гонилаца Цркве Христове у овоме свету. Гле, она јача, јача од свих њих, Чудесним Господом Христом, Победитељем смрти, Победитељем греха, Победитељем пакла, Победитељем Сатане и свих његових ђавола. Да! | ” |

## Чуда која се приписују Светом Јустину
На гробу оца Јустина,

Код манастира Ћелије,

Сестра замењује цвеће

И тепа му да брже расте.

Видиш, каже ми црноризац Амфилохије,

Ава није имао деце по телу,

Откако је бризнуо у плач за Христом

Ничим се на земљи није могао утешити,

А опет на њој има безбројну духовну децу.

Оне му хумку греју врућим сузама,

Пољске цветове смењују неувелком,

Неутешној свећи не дају да пресвисне,

А толиким родитељима, поред рођене деце,

Гроб негде самотари урушен у шикари.

аутор: Матија Бећковић, 1992. година., 
Овде се наводе нека чуда која се приписују Светом Јустину.
Година 1952. Те године десило се чудо у манастирској пекари, у Ћелијама. У манастиру је било четрдесет сестара, а у кухињи је пословала мати Нина. Пошто је умесила хлеб за вечеру, остала је још једна вангла брашна. За вечером пожалила се сестрама, а ава Јустин је рекао: „Молите се Богу, Господ брине за нас!“ Сутрадан изјутра кад је мати Нина отишла у пекару нашла је пуна два окна (сандука) брашна. Ава Јустин, мати Сара и све сестре виделе су ово чудо и заједно заблагодарили су Господу..
Година 1953. Жена из околине Ваљева је боловала дванаест година. Веровало се да је била опседнута демонима. Често је виђала ђаволе, а они су је много тукли, мучили и мрцварили. Док су њени укућани кадили кућу, видела је ђаволе како беже од тамјана. Често се исповедала и причешћивала код оца Јустина и тако је потпуно оздравила. После тога се замонашила и постала монахиња.
Година 1959. Кћерка једног човека из Стрмне Горе код Лелића била је болесна. Три године је непокретно лежала на постељи. Једном су је колима довезли и у ћебету је унели у цркву. Ава Јустин јој је читао молитве. После молитве се усправила, а после три године је проходала. И тада је, као и први пут дошла у цркву колима, а после молитве, сама је дошла до кола и села. Мотор, међутим није хтео да упали. Људи су почели да гурају кола али узалуд. Она је изашла из кола и мотор је прорадио; кад је поново села у кола мотор је стао. Тако је било неколико пута. Онда је рекла: „Идем пешке на брдо“. Била је са малим дететом, узела је дете у руке и са њим се попела на највише брдо.

## Одабрана дела
- Философија и религија Ф. М. Достојевског (1923)
- Догматика православне цркве, 1-3 (1932)
- Достојевски о Европи и словенству (1940)
- Светосавље као философија живота (1953)
- Философске урвине (Минхен, 1957)
- Житија светих, 1-12 (1972 — 1977)
- Православна црква и екуменизам (Солун, 1974),
- Пут богопознања (1987)